# セントメアリーズ郡 (メリーランド州)
セントメアリーズ郡（英: St. Mary's County）は、アメリカ合衆国メリーランド州南部の郡である。人口は11万3777人（2020年）。郡庁所在地はレナードタウンであり、同郡で唯一の法人化町である。同郡で人口最大の町は国勢調査指定地域であるレキシントンパークである。郡名はイエス・キリストの母マリアから採られた。

## 歴史

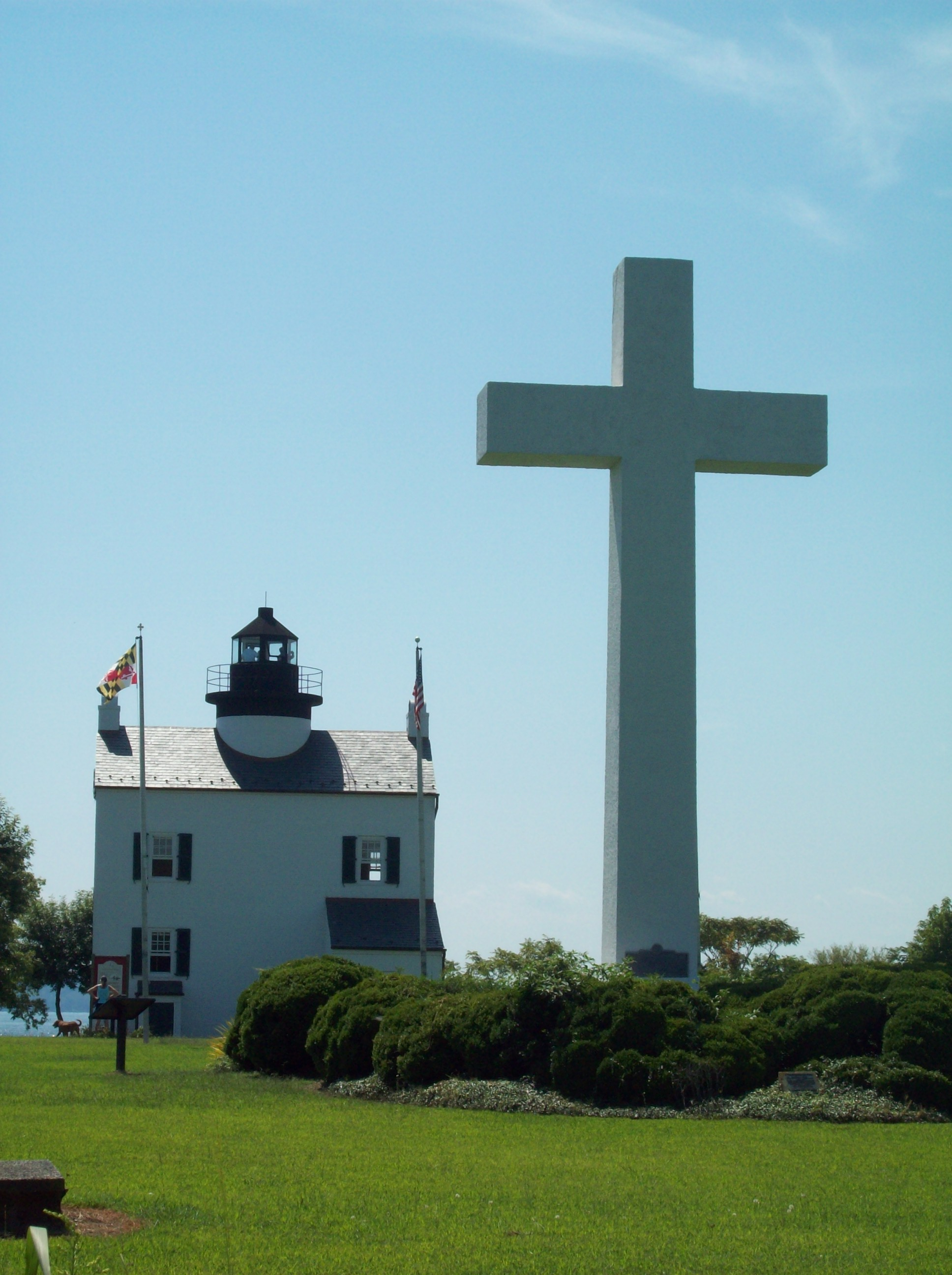
セントクレメンツ島に立つ上陸記念の十字架、後方はブラッキストン灯台

ボルチモア卿によるメリーランドの開拓は、1634年3月25日、現在のセントメアリーズ郡南西部、ポトマック川のセントクレメンツ島にイングランドからの移民が到着したときに始まった。この3月25日はメリーランド・デイとして毎年祝われている。移民はアークとダブという2隻の船に乗り、1633年11月22日にイングランド南にあるワイト島を出帆していた。セントメアリーズ郡ではイギリス領13植民地の中でも最初にカトリック教会のミサが行われた。
セントメアリーズ郡はメリーランド植民地最初の郡として1637年に設立され、おそらく植民地総督の命令によるものだった。
当初の郡庁所在地かつ首都はセントメアリーズシティだった。
1649年、ボルチモア卿はメリーランド植民地議会と共に、メリーランド寛容法を成立させ、如何なる（キリスト教）宗派にも信教の自由を与えた。これは新世界でこの種の法として最初のものになった。セントメアリーズシティにはこのことを記念する像が立っている。
セントメアリーズ郡は、アメリカ合衆国の国歌 "星条旗"になった詩を書いたフランシス・スコット・キーや、プロレスラーのスコット・ホールが育った所である。他にもミステリー作家のダシール・ハメットや、ミネソタ大学のバスケットボール・ヘッドコーチ、オーランド・"タビー"・スミスが生まれている。郡内最大の雇用主はパタクセント川アメリカ海軍航空基地であり、航空関連の企業もある。伝統的な生活習慣を守り続けているアーミッシュやメノナイトの集落もある。かつては最大の農作物だったタバコは近年衰退してきた。郡内にあるメリーランド国際レースウェイには多くの自動車レースファンが集まってくる。
セントメアリーズ郡内には多くのアメリカ合衆国国家歴史登録財がある。

## 郡政府

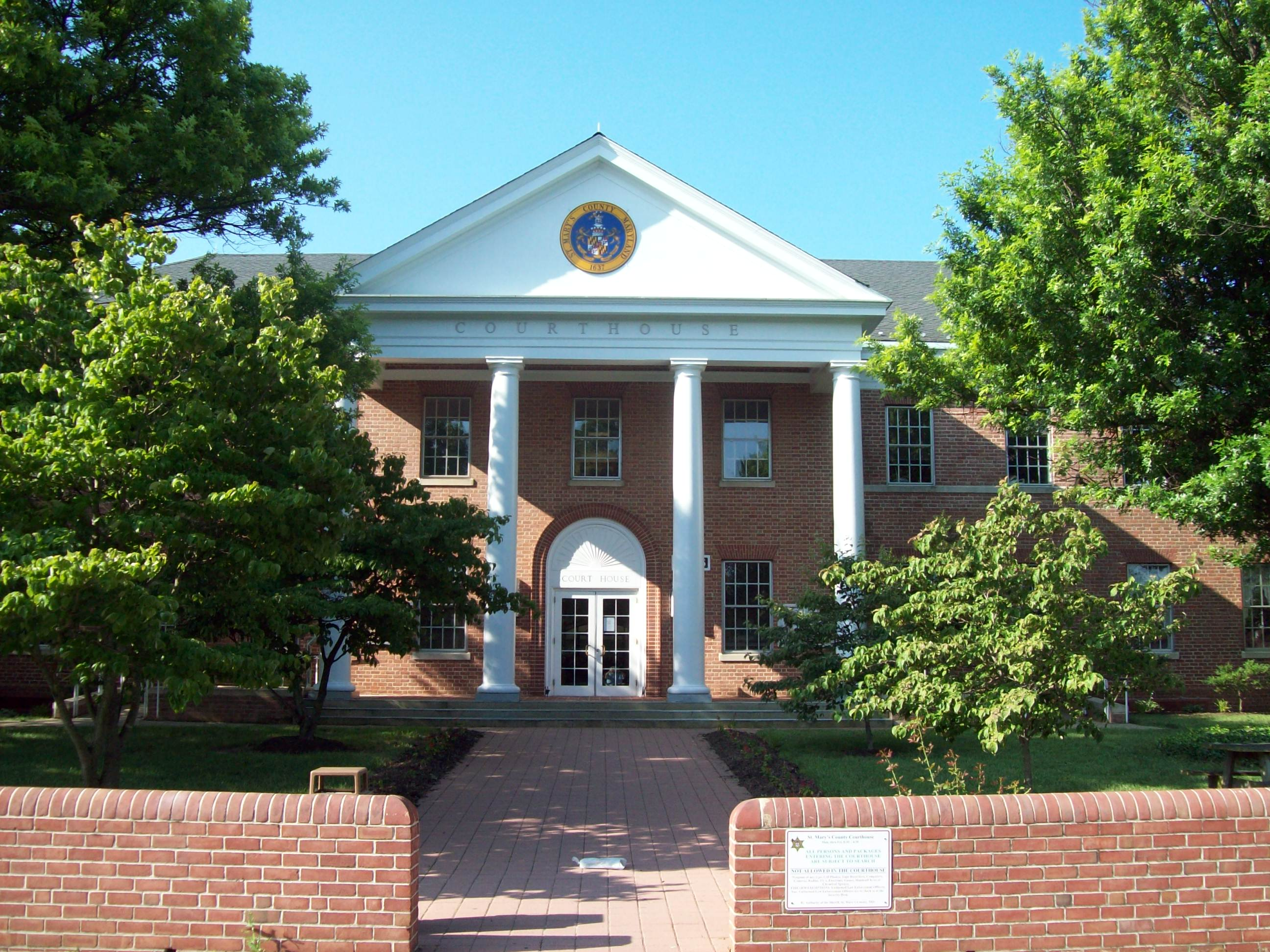
セントメアリーズ郡庁舎（2009年）

セントメアリーズ郡は、メリーランド州の伝統的な郡政府形態である郡政委員会が統治している。委員は5人である。委員会には行政権も備わっている。

### 警察組織
セントメアリーズ郡には州内最古の保安官事務所があり、国内でも最古クラスである。1637年、ジェイムズ・ボルドリッジが保安官に指名された。1776年からは保安官を選挙で選ぶようになった。

## 地理
アメリカ合衆国国勢調査局に拠れば、郡域全面積は764.5平方マイル (1,980 km2)であり、このうち陸地361平方マイル (930 km2)、水域は403平方マイル (1,040 km2)で水域率は52.78%である。
セントメアリーズ郡はセントメアリーズ半島に位置している。周辺は大半が水域であり、北東にパタクセント川、東にチェサピーク湾、南西にポトマック川、西にワイカミコ川がある。

### 交通
セントメアリーズ郡にはキャプテン・ウォルター・デューク地域空港がある。
地域のバス便はセントメアリーズ交通が運行しており、ワシントンD.C.への通勤バスはメリーランド交通公社が運行している。

### 隣接する郡
- カルバート郡 - 北東
- チャールズ郡 - 北西

## 気候
セントメアリーズ郡はポトマック川やチェサピーク湾など三方を水域に囲まれ、温暖湿潤気候にある。夏は暑く湿度が高く、午後には雷雨が多い。冬は温暖から冷涼であり、雨量も多い。

## 人口動態
以下は2000年国勢調査による人口統計データである。
| 基礎データ - 人口: 86,211人 - 世帯数: 30,642 世帯 - 人口密度: 92人/km2（238人/mi2） - 住居数: 34,081軒 - 住居密度: 36軒/km2（94軒/mi2） 人種別人口構成（2000年統計、（ ）内は2010年統計） - 白人: 81.57% (78.6%) - アフリカン・アメリカン: 13.92% (14.3%) - ネイティブ・アメリカン: 0.34% (0.4%) - アジア人: 1.80% (2.5%) - 太平洋諸島系: 0.07% (0.1%) - その他の人種: 0.61% - 混血: 1.68% (3.2%) - ヒスパニック・ラテン系: 2.00% (3.8%) | 年齢別人口構成 - 18歳未満: 27.9% - 65歳以上: 9.1% - 年齢の中央値: 34歳 - 性比（女性100人あたり男性の人口） - 総人口: 101.8 世帯と家族（対世帯数） - 平均構成人数 - 世帯: 2.72人 - 家族: 3.14人 収入と家計 - 収入の中央値 - 世帯: 54,706米ドル - 家族: 61,397米ドル - 人口1人あたり収入: 22,662米ドル - 貧困線以下 - 対人口: 7.2% - 対家族数: 5.2% |

## 都市と町
郡内にはメリーランド州法の町が1つだけある。
- レナードタウン,  - 郡庁所在地（1858年法人化）

### 未編入の町
未編入領域も「町」と考えられるが、政府は無い。アメリカ合衆国国勢調査局、アメリカ合衆国郵便公社、地元商工会議所など様々な組織がその町を定義している。法人化はされていないので、その境界が定義されていない。アメリカ合衆国国勢調査局は以下の国勢調査指定地域を登録している。
1. レキシントンパーク
2. シャーロットホール
3. ゴールデンビーチ
4. カリフォルニア

その他の未編入領域として次の町がある。
1. エイベル
2. アベニュー
3. ビーチビル・セントイニゴーズ
4. ボービュー
5. ブッシュウッド
6. キャラウェイ
7. チャプティコ
8. クレメンツ
9. コルトンズポイント
10. コンプトン
11. ダメロン
12. ドレイデン
13. グレートミルズ
14. ヘレン
15. ハリウッド
16. ラブビル
17. マドックス
18. メカニクスビル
19. モーガンザ
20. パークホールエステイツ
21. パイニーポイント
22. レッドゲイト
23. リッジ
24. セントイニゴーズ
25. セントメアリーズシティ
26. スコットランド
27. トールティンバーズ
28. バレーリー

## 教育

### 高等教育機関
- メリーランド・セントメアリーズ・カレッジ、セントメアリーズシティ
- 南メリーランド・カレッジ、レナードタウン
- 南メリーランド高等教育センター、カリフォーニア

## 軍事基地
郡内にはパタクセント・リバー海軍航空基地があり、その中には海軍航空システム司令部もあって、地域経済に重要な役割を果たしている。セントイニゴーズにウェブスター飛行場もある。

## 見どころ
- セシルのオールドミル
- レナードタウン
- パイニーポイント灯台
- ポイントルックアウト州立公園
- ポイントルックアウト灯台
- ソッタリー・プランテーション
- セントメアリーズシティ
- チューダーホール